# 해군최고사령부
해군최고사령부(독일어: Oberkommando der Marine; OKM)는 나치 독일의 해군력인 전쟁해군의 최고 통수기관이다. 본래 1936년 1월 11일 바이마르 공화국의 국가방위군 해군지휘부(Marineleitung)로서 창설되었다. 1937년 해상전지휘부(SKL)와 합병하였다. 1939년 11월과 1944년 5월 두 차례에 걸쳐 상당한 조직 개편이 있었다.

## 역대 지휘관
OKM의 총수 직함은 해군최고지휘관(독일어: Oberbefehlshaber der Marine)이라고 했다. 레더가 바렌츠 해전 패배의 책임을 지고 사임하자 해군 최고참인 그를 예우하기 위해 실권 없는 전쟁해군 제독총감(독일어: Admiralinspekteur der Kriegsmarine)이라는 직책에 임명하였다.
1. 에리히 레더 대제독 - 1935년 6월 1일 ~ 1943년 1월 30일
2. 카를 되니츠 대제독 - 1943년 1월 30일 ~ 1945년 5월 1일
3. 한스게오르크 폰 프리데부르크 상급제독 - 1945년 5월 1일 ~ 1945년 5월 23일
4. 발터 바르체하 상급제독 - 1945년 5월 23일 ~ 1945년 6월 22일

해군최고지휘관기 (1939년 3월 이전)
해군최고지휘관기 (1939년 4월 이후)
제독총감기 (1943년 2월 1일 ~ 1945년 5월 8일)